# Supertramp
Supertramp – angielski zespół rockowy prezentujący w swej twórczości elementy progresywnego rocka, hard rocka i soft rocka. Grupa powstała w 1969 roku w Londynie. Formacja nadal nagrywa i koncertuje. Zespół wypracował unikatowe, „eleganckie” brzmienie oparte na rozbudowanym instrumentarium: bardzo czystej i precyzyjnej grze akustycznych i elektrycznych instrumentów klawiszowych w połączeniu z instrumentami dętymi drewnianymi, melodyjnie grającej gitary elektrycznej i męskich wokali falsetem.
Zespół zyskał przychylność krytyków tworząc łatwą w odbiorze odmianę rocka progresywnego, oraz komercyjny sukces tworząc przyjazne radiu utwory i sprzedając ponad 60 milionów płyt na całym świecie. Szczytem ich komercyjnego sukcesu był wydany w 1979 roku album Breakfast in America, który rozszedł się w ponad 20 milionach kopii, co czyni go jednym z najlepiej sprzedających się albumów na świecie.
Mimo że ich albumy odnosiły większy sukces niż single, grupie udało się stworzyć utwory bardzo popularne w latach 70. i 80. XX wieku, takie jak: „Dreamer”, „Bloody Well Right”, „Give a Little Bit”, „The Logical Song”, „Goodbye Stranger”, „Breakfast in America”, „Take the Long Way Home”, „It’s Raining Again”, „My Kind of Lady” czy „Cannonball”. Zespół był bardzo popularny w USA, Wielkiej Brytanii, Kanadzie, Południowej Afryce i Australii. Od czasu odejścia Rogera Hodgsona w 1983 roku, współzałożyciel grupy, Rick Davies prowadzi ją sam.

## Historia

### 1969–72: Pierwsze lata
W 1969 roku holenderski milioner Stanley „Sam” August Miesegaes, był rozczarowany zespołem, który wspierał finansowo, The Joint. Zaprzestał on współpracy z zespołem i zaproponował urodzonemu w Swindon klawiszowcowi Rickowi Daviesowi, którego talent marnował się w The Joint, założenie nowego zespołu, który byłby przez niego finansowany. Davies dał ogłoszenie do czasopisma muzycznego, „Melody Maker”, na które odpowiedzieli członkowie przyszłego zespołu: Roger Hodgson (gitara basowa, śpiew), Richard Palmer (gitara) i Keith Baker (perkusja).
Davies i Hodgson byli mocno odmienni i mieli inne inspiracje muzyczne: Davies był przedstawicielem klasy robotniczej i jego bazowymi gatunkami były blues i jazz, podczas gdy Hodgson wkroczył na rynek muzyczny prosto po prywatnej szkole i gustował w muzyce popowej i psychodelicznej. Pomimo tego, nie przejmowali się tym na próbach i zaczęli wspólnie z Palmerem komponować nowe utwory. Ponieważ nikt inny w zespole nie chciał pisać słów do utworów, zajął się tym Palmer.
Zespół najpierw nazywał się „Daddy”. Baker na samym początku został zastąpiony byłym aktorem scenicznym, Robertem Millarem, i po kilku miesiącach prób w rezydencji w West Hythe, Kent, grupa poleciała do Monachium, gdzie dała serię koncertów w P. N. Club. Próby zespołu były mało produktywne, początkowy repertuar składał się zaledwie z 4 utworów, z czego dwa były coverami. Zespół, nie chcąc być mylony z innym o nazwie Daddy Longlegs, zmienił nazwę na „Supertramp”, zainspirowaną książką Williama Henry’ego Daviesa Autobiografia Super-Trampa.

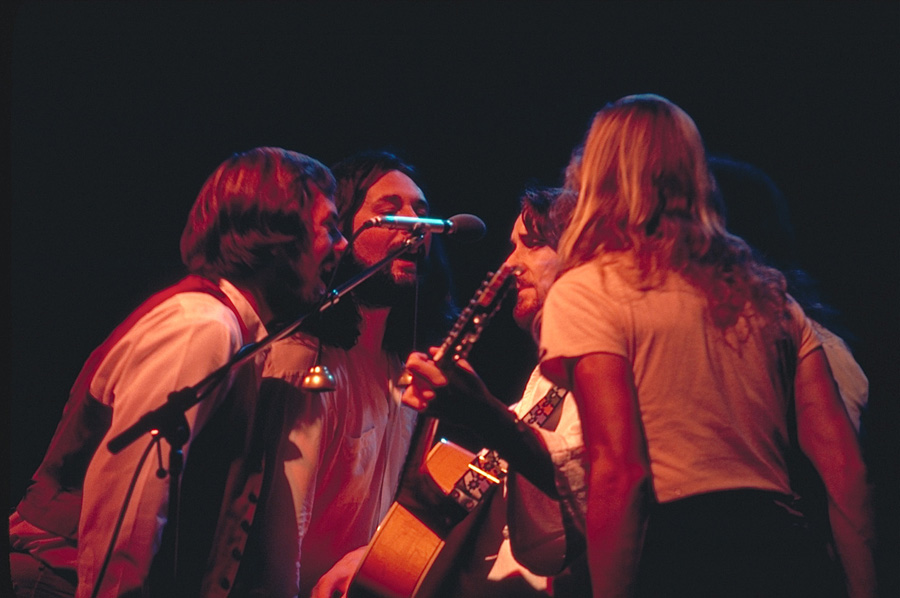
Supertramp: (L–P) Dougie Thomson, Rick Davies, Roger Hodgson, John Helliwell (odwrócony) i (zasłonięty) Bob Siebenberg (Monachium, 1980).

Supertramp był jednym z pierwszych zespołów, które miały kontrakt z brytyjskim oddziałem A&M Records. Ich pierwszy album Supertramp, został wydany 14 lipca 1970 roku w Wielkiej Brytanii i Kanadzie (w Stanach Zjednoczonych ukazał się dopiero pod koniec 1977 roku). Stylistycznie album był typowym albumem progresywno rockowym z tamtego okresu, a brzmienie Supertramp przypominało zespół Cressida. Pomimo przychylnych recenzji ze strony krytyków, wydawnictwo nie spotkało się z dużym zainteresowaniem. Po wydaniu albumu, do zespołu dołączył Dave Winthrop (flet, saksofon), z którym Supertramp wystąpił podczas festiwalu Isle of Wight. W ciągu pół roku po wydaniu albumu skład nadal się zmieniał. Z zespołu odszedł Palmer, ze względu na konflikt z Daviesem i Hodgsonem, a krótko po nim, załamany tragicznym tournée po Norwegii, Millar.
Na kolejnym albumie, Indelibly Stamped, wydanym w czerwcu 1971 w Wielkiej Brytanii i Stanach Zjednoczonych, braki w składzie uzupełnili Frank Farrell (gitara basowa) oraz Kevin Currie (perkusja). Roger Hodgson grał tym razem na gitarze, a Davies był drugim głównym wokalistą. Po odejściu Palmera pisaniem tekstów zajęli się Hodgson i Davies. Krążek sprzedawał się gorzej niż debiutancki album grupy. Z tego powodu wszyscy członkowie poza Hodgsonem i Daviesem stopniowo opuszczali zespół, a Miesegaes zaprzestał finansowania zespołu w październiku 1972 roku.

### 1973–78: Początkowy sukces i przełom komercyjny
Poszukiwania nowych członków zespołu poskutkowało sprowadzeniem z zagranicy Dougie Thomsona (gitara basowa), który występował z grupą na kilku koncertach prawie rok przed rozpoczęciem przesłuchań. W 1973 roku wznowiono przesłuchania, przez co do zespołu dołączyli Bob Siebenberg (początkowo zwany Bob C. Benberg; perkusja) i John Helliwell (saksofon, inne instrumenty dęte drewniane, instrumenty klawiszowe, wokal wspierający). Hodgson zaczął grać również na instrumentach klawiszowych (w szczególności na elektrycznym pianinie Wurlitzer), jako uzupełnienie swej gry na gitarze. Ten skład Supertramp utrzymał się przez kolejne 10 lat.
W międzyczasie relacje między Daviesem a Hodgson zaczęły się osłabiać. W lipcu 1972 roku Hodgson po raz pierwszy spróbował LSD i zaproponował Daviesowi, jednak ten odmówił. W liście do Miesegaesa w listopadzie 1972, Hodgson opisał swoje doświadczenie jako „najpiękniejszy dzień w życiu” i wyraził obawę, że Davies tego nie spróbuje. Podsumował on tę niezgodę jako początek osłabiania się relacji z Daviesem. W trakcie istnienia Supertramp ich relacje były przyjacielskie, jednak z biegiem czasu osłabiały się przez różnice w ich stylu życia i muzyczne inspiracje. Wspólne układanie utworów również stopniowo się kończyło. Wszystkie utwory na płytach były opisywane, że są wspólnego autorstwa Ricka Daviesa i Rogera Hodgsona, pomimo faktu, że były pisane zazwyczaj przez jednego z nich.
Supertramp potrzebował przeboju aby móc się dalej rozwijać. Z pomocą przyszedł album Crime of the Century, wydany we wrześniu 1974 roku. Przyniósł on ogromny rozgłos i sukces komercyjny, będąc na 4. miejscu w zestawieniu w Wielkiej Brytanii, na 38. miejscu w USA i na pierwszym miejscu w Kanadzie. Album ukazał ambicje grupy: w wielu utworach znalazły się wstawki orkiestrowe, a w niektórych Hodgson i Davies śpiewali w dialogu, jak w utworze „Dreamer”, który był hitem w Wielkiej Brytanii. W Stanach zjednoczonych hitem został utwór „Bloody Well Right”, który w maju 1975 roku znalazł się w zestawieniu US Top 40. Przez kolejne dwa lata żaden utwór Supertramp nie znalazł się w tym zestawieniu. Większość członków zespołu uważa, że ten album był szczytem ich twórczości, jednak ogromny sukces komercyjny osiągnęli dopiero później.
Po wydaniu dobrego albumu, na zespole ciążyła presja, przez co kolejne wydawnictwo, Crisis? What Crisis? zostało nagrane w ciągu kilkumiesięcznej przerwy między trasami koncertowymi. W konsekwencji większość utworów na płycie to piosenki, które nie znalazły się na Crime of the Century. Wiele lat później członkowie zespołu uważali, że nagranie tego albumu było jednym z najgorszych momentów w historii Supertramp.
Pomimo złego zdania muzyków o albumie, został on ciepło przyjęty przez krytyków, a po wydaniu w listopadzie 1975 roku, znalazł się w zestawieniach UK Top 20 i USA Top 50. Niestety wszystkie single promujące płytę były komercyjną klapą.
Na kolejnym albumie, Even in the Quietest Moments..., wydanym w kwietniu 1977 roku, znalazł się hit „Give a Little Bit”, który był numerem 15 w Stanach Zjednoczonych, a w Wielkiej Brytanii znalazł się na 29. miejscu w zestawieniu. Jak zwykle popularność albumu przyćmiła sukces singli i Even in the Quietest Moments... znalazł się na 16. miejscu zestawienia w USA i na 12. w Wielkiej Brytanii. Podczas tego okresu członkowie zespołu przeprowadzili się do Stanów Zjednoczonych.

### 1979–88: Supergwiazdy
Zmiana stylu zespołu na bardziej popowy zaowocowała najpopularniejszym albumem, Breakfast in America, wydanym w marcu 1979 roku, który był numerem 3 w Wielkiej Brytanii, a w USA i Kanadzie znalazł się na pierwszym miejscu. Album promowały cztery single, które osiągnęły sukces (czyli więcej niż przez pięć poprzednich albumów): „The Logical Song” (miejsce 6. w USA, miejsce 7. w Wielkiej Brytanii), „Take the Long Way Home” (miejsce 10. w USA), „Breakfast in America” (miejsce 9. w Wielkiej Brytanii) i „Goodbye Stranger” (miejsce 15. w USA, miejsce 57. w Wielkiej Brytanii). W marcu 1979 roku, grupa rozpoczęła 10-miesięczną trasę koncertową promującą Breakfast in America, podczas której użyto 52 tony sprzętu, 16 kilometrów kabli, sprzęt wart 5 milionów dolarów i 40 osobową ekipę. Tournée pobiło pod względem frekwencji poprzednie występy w Europie i Kanadzie. Po zakończeniu trasy członkowie zespołu postanowili odpocząć od koncertowania i nagrywania, jednak Supertramp nadal istniał i funkcjonował.
Pełen sukcesów okres zespołu został uchwycony na dwupłytowym albumie koncertowym Paris, wydanym w 1980 roku. Zawiera on zapis koncertów, głównie z Pavillon de Paris. Wydawnictwo znalazło się w pierwszej dziesiątce najlepiej sprzedawanych albumów w Wielkiej Brytanii i USA. Wersja koncertowa utworu „Dreamer” została wydana jako singel w USA, który znalazł się na 15. miejscu w zestawieniu najlepiej sprzedawanych singli, pomimo tego, że studyjna wersja utworu nie znalazła się nawet w zestawieniu.
W tamtym okresie, Hodgson przeprowadził się z rodziną z okolic Los Angeles, w góry północnej Kalifornii, gdzie zbudował dom ze studiem nagraniowym i skupił się na rodzinie i życiu duchowym. Nagrywał on również album solowy Sleeping With the Enemy, który nigdy nie został wydany. Odległość geograficzna osłabiła również jego relacje z członkami zespołu. Podczas tworzenia kolejnego albumu, …Famous Last Words…, Davies i Hodgson napotkali większe problemy z pogodzeniem swoich muzycznych upodobań niż zwykle. Dla członków zespołu stało się widoczne, że Hodgson chce odejść. Album …Famous Last Words… został wydany w 1982 roku i zaowocował dwoma hitami: „It’s Raining Again” i „My Kind of Lady”. Album znalazł się na 5 miejscu w zestawieniu sprzedaży albumów w USA i na 6 w Wielkiej Brytanii. Podczas trasy koncertowej rozpoczętej w 1983 roku, Hodgson ogłosił, że nie zamierza kontynuować współpracy z Supertramp. Uzasadnił to chęcią spędzenia większej ilości czasu z rodziną i rozpoczęcia kariery solowej. Powiedział również, że nigdy nie było problemów personalnych lub zawodowych między nim a Daviesem, jak niektórzy myśleli.
Supertramp w osłabionym składzie nadal odnosił sukcesy. Najlepszym przykładem jest album Brother Where You Bound wydany w 1985 roku, w którym grupa odeszła od popowego brzmienia znanego z dwóch poprzednich wydawnictw. Album doszedł do 20. miejsca w Wielkiej Brytanii i do 21. miejsca w Stanach Zjednoczonych. Zawierał on hit „Cannonball”, który znalazł się w zestawieniu Top 30, oraz 16-minutowy utwór tytułowy poświęcony tematowi Zimnej wojny, w którego nagraniu brał udział David Gilmour z Pink Floyd. Wydany w 1987 roku album Free As a Bird cechował się dużym użyciem syntezatorów, jak w utworze „I’m Beggin’ You”, który był na pierwszym miejscu w zestawieniu Hot Dance Club Songs. Zmiana w stylu nie została dobrze odebrana, jednak album znalazł się na 93. miejscu w zestawieniu w Wielkiej Brytanii i na 101. w USA, kończąc siedmio-albumową passę płyt w amerykańskim Top 100.
W ramach odwrotu w stronę mniej komercyjnej muzyki, członkowie zespołu postanowili nie wykonywać utworów skomponowanych przez Hodgsona, aby określić swój własny styl. Pomimo tego że publiczności nie spodobała się ta decyzja, Supertramp wyruszył w kolejną trasę bez utworów Hodgsona w 1985 roku, jednak w 1988 roku, będąc pod presją pierwszego tournée po Brazylii, członkowie zespołu przywrócili jego kompozycje do repertuaru.
Po owej trasie koncertowej zespół się rozpadł. Davies wyjaśnił: „Byliśmy tam prawie 20 lat nagrywając i koncertując i wydało się, że to czas aby odpocząć bez pomysłów na to czy i kiedy powinniśmy powrócić. Zdecydowaliśmy się nic na ten temat nie mówić i odejść jak stary żołnierz”.

### 1996–2009: Późniejsze lata
W 1996 roku Davies reaktywował Supertramp wraz z Helliwellem, Siebenbergiem i Markiem Hartem (gitara, śpiew), który był nowy w składzie zespołu, jednak udzielał się na albumie Free as a Bird i promującym go tournée. Do zespołu dołączyło jeszcze czterech nowych członków, przez co Supertramp występowali w ósemkę. Niewiele później grupa wydała Some Things Never Change, album przypominający stylistycznie wczesny Supertramp, wydany w marcu 1997 roku. Album w brytyjskim zestawieniu doszedł do 74. pozycji. Latem 1997 roku, Supertramp wyruszył po raz kolejny w trasę koncertową, nagrywając zarazem album koncertowy It Was the Best of Times (wyd. kwiecień 1999). W kwietniu 2002 roku ukazał się album studyjny Slow Motion, a po światowej trasie koncertowej promującej wydawnictwo zespół ponownie zaprzestał działalności. Próba reaktywacji zespołu z Hodgsonem w 2005 roku nie powiodła się.
Po reaktywacji Supertramp nadal grali kilka utworów napisanych przez Hodgsona. Hodgson później przyznał, że powodem zaprzestania grania jego utworów przez zespół w 1983 roku nie była podawana wcześniej rozbieżność muzyczna, lecz kłótnia między nim a Daviesem. Davies nigdy nie odniósł się do tego w wywiadach.
W 2008 roku zostało ogłoszone, że muzyka Supertramp znajdzie się na ścieżce dźwiękowej do adaptacji filmowej powieści Irvine Welsha Ecstasy: Trzy romanse chemiczne. W 2009 roku Hodgson powiedział, że nie widzi sposobu na reaktywację Supertramp: „Wszystko obejrzeliśmy i obgadaliśmy… Nigdy bym tak nie powiedział, ale Rick [Davies] jest wyczerpany, a ja jestem w kwiecie wieku. Od fanów słyszę reakcje mówiące «proszę, nie reaktywujcie się»”.

### 2010–obecnie: Reaktywacja

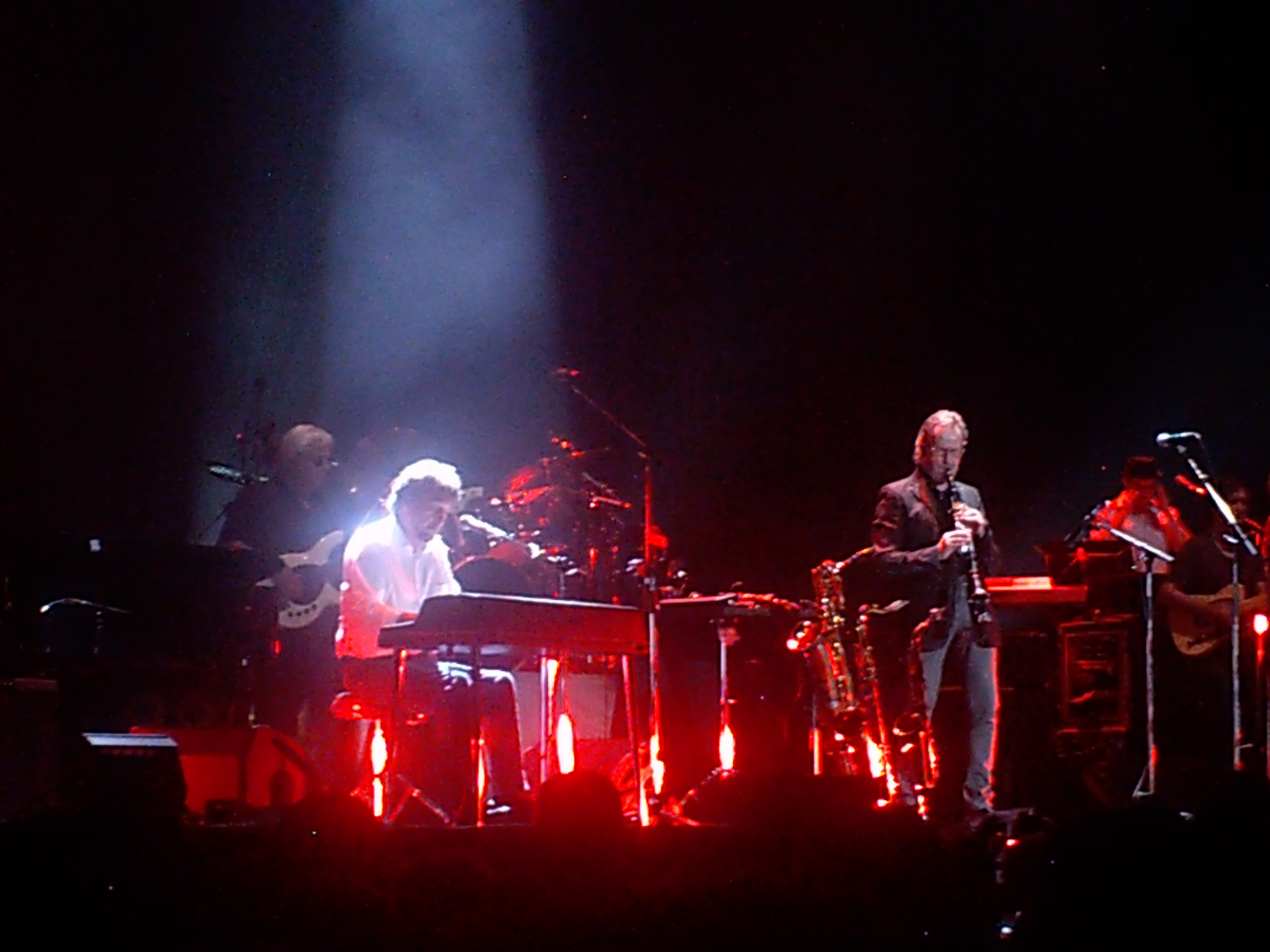
Supertramp: (L–P) Cliff Hugo, Rick Davies, Bob Siebenberg, John Helliwell, Gabe Dixon i Carl Verheyen (2010)

21 kwietnia 2010 roku zostało ogłoszone, że Supertramp zagra 35 koncertów pod koniec roku. Zostały ogłoszone daty koncertów w Niemczech, Portugalii, Holandii, Włoszech, Francji i innych europejskich krajach. Trasa koncertowa „70–10” była uczczeniem 40. rocznicy wydania pierwszego albumu zespołu.
Roger Hodgson wybrał się na solową trasę koncertową w 2010 roku po Australii, Nowej Zelandii, Południowej Afryce, Europie, Kanadzie i Stanach Zjednoczonych, dlatego nie mógł dołączyć do zespołu na tournée „70-10”. Jednak w odpowiedzi na kampanie fanów, Hodgson wysłał list do Ricka Daviesa (a manager Hodgsona do managera Daviesa), w której zaoferował dołączyć do zespołu w określonych dniach, kiedy nie koncertował. Davies nie odpowiedział, ale jego agent powiadomił Hodgsona, że jego propozycja została odrzucona.
W 2011 roku Hodgson i Supertramp koncertowali oddzielnie. Spytany o to, czy Roger Hodgson może się pojawić na którymś koncercie w 2011 roku, Davies odpowiedział: „Wiem, że wielu fanów chce, żeby tak się stało. Swego czasu też tak chciałem. Ale ostatnie wydarzenia czynią to niemożliwym. Aby dać dobry koncert potrzebujesz harmonii muzycznej i osobowej. Niestety między nami to już nie istnieje i nie chciałbym popsuć wspomnień czasów, gdy ją tworzyliśmy”.

## Skład zespołu
Źródło:

### Obecni członkowie
- Rick Davies – wokal prowadzący, instrumenty klawiszowe, harmonijka ustna, melodyjka (1969–1988, 1996–2002, 2010–obecnie)
- John Helliwell – instrumenty dęte, instrumenty klawiszowe, wokal wspierający (1973–1988, 1996–2002, 2010–obecnie)
- Bob Siebenberg – perkusja, instrumenty perkusyjne (1973–1988, 1996–2002, 2010–obecnie)
- Carl Verheyen – gitary, instrumenty perkusyjne, wokal wspierający (1996–2002, 2010–obecnie; muzyk towarzyszący: 1985–1986)
- Cliff Hugo – gitara basowa (1996–2002, 2010–obecnie)
- Lee Thornburg – instrumenty dęte, instrumenty klawiszowe, wokal wspierający (1996–2002, 2010–obecnie)
- Jesse Siebenberg – wokal prowadzący, gitary, instrumenty perkusyjne (1997–2002, 2010–obecnie), instrumenty klawiszowe (2010–obecnie)
- Gabe Dixon – instrumenty klawiszowe, tamboryno, wokal wspierający (2010–obecnie)
- Cassie Miller – wokale (2010–obecnie)

### Byli członkowie
- Roger Hodgson – wokal prowadzący, gitary, instrumenty klawiszowe, gitara basowa, (1969–1983)
- Richard Palmer-James – gitary, wokal prowadzący, bałałajka (1969–1971)
- Keith Baker – perkusja (1969-1970)
- Robert Millar – instrumenty perkusyjne, harmonijka ustna (1970–1971)
- Dave Winthrop – instrumenty dęte, wokale (1970–1973)
- Kevin Currie – instrumenty perkusyjne (1971–1973)
- Frank Farrell – gitara basowa, instrumenty klawiszowe, woal wspierający (1971–1972)
- Dougie Thomson – gitara basowa (1972–1988)
- Mark Hart – wokal prowadzący, gitary, instrumenty klawiszowe (1996–2002; muzyk towarzyszący: 1985–1988)
- Tom Walsh – instrumenty perkusyjne (1996–1997)

### Muzycy towarzyszący
- Scott Page – instrumenty dęte, gitary, instrumenty perkusyjne, wokal wspierający (1983–1986)
- Fred Mandel – instrumenty klawiszowe, gitary, wokal wspierający (1983)
- Marty Walsh – gitary, wokal wspierający (1984–1988)
- Brad Cole – instrumenty dęte, instrumenty klawiszowe (1986–1988)
- Steve Reid – instrumenty perkusyjne (1987–1988)

## Dyskografia
| - 1970: Supertramp - 1971: Indelibly Stamped - 1974: Crime of the Century - 1975: Crisis? What Crisis? - 1977: Even in the Quietest Moments... - 1979: Breakfast in America - 1982: …Famous Last Words… - 1985: Brother Where You Bound - 1987: Free as a Bird - 1997: Some Things Never Change - 2002: Slow Motion - 1980: Paris - 1988: Live ’88 - 1999: It Was the Best of Times - 2001: Is Everybody Listening? - 2010: 70-10 Tour - 1986: The Autobiography of Supertramp - 1990: The Very Best of Supertramp - 1992: The Very Best of Supertramp 2 - 2005: Retrospectacle – The Supertramp Anthology | - 1970: „Forever” - 1974: „Land Ho” - 1974: „Bloody Well Right” - 1974: „Dreamer” - 1975: „Lady” - 1976: „Ain’t Nobody But Me” - 1977: „Give a Little Bit” - 1977: „Babaji” - 1978: „From Now On” - 1979: „The Logical Song” - 1979: „Breakfast in America” - 1979: „Goodbye Stranger” - 1979: „Take the Long Way Home” - 1980: „Dreamer” (na żywo) - 1980: „Breakfast in America” (na żywo) - 1982: „It’s Raining Again” - 1982: „Don’t Leave Me Now” - 1982: „Crazy” - 1983: „My Kind of Lady” - 1985: „Still in Love” - 1985: „Cannonball” - 1985: „Better Days” - 1987: „I’m Beggin’ You” - 1988: „Free as a Bird” - 1989: „School” - 1992: „Give a Little Bit” (reedycja) - 1997: „You Win, I Lose” - 1997: „Listen to Me, Please” - 2002: „Slow Motion” |

## Remiksy i covery
- Bob Esty stworzył cover piosenki „Lord is it Mine” na potrzeby filmu Roller Boogie z 1979 roku.
- w 2001 roku niemiecka grupa power metalowa At Vance nagrała cover utworu „The Logical Song” i umieściła ją na swoim albumie Heart of Steel.
- niemiecki zespół Scooter nagrał cover „The Logical Song”, zawierający różne sample i umieścił ją na singlu „Ramp! (The Logical Song)
- w 2007 roku zespół Gym Class Heroes, użył części utworu „Breakfast in America” w swojej piosence „Cupid’s Chokehold”.
- w 2007 roku Laurel Canyon wydała swoją wersje utworu „Goodbye Stranger”
- w 2005 roku grupa Goo Goo Dolls stworzyła cover piosenki „Give a Little Bit” i wydała go na swoim albumie Let Love In